# Plectorhinchus nigrus
Plectorhinchus nigrus är en fiskart som först beskrevs av Cuvier, 1830.  Plectorhinchus nigrus ingår i släktet Plectorhinchus och familjen Haemulidae. Inga underarter finns listade i Catalogue of Life.